# Cleida Cholotío Cholotío
Cleida Cholotío Cholotío (Guatemala) es una cineasta maya tz'utujil multipremiada por su cortometraje documental Iyonel. Pertenece al Colectivo Lemow, agrupación artística guatemalteca que de acuerdo con su página web se trata de "una colectiva creada por mujeres que buscan visibilizar a través de las expresiones artísticas los derechos humanos, la reflexión crítica, la denuncia y la equidad del género femenino".
El trabajo fílmico de Cleida Cholotío se centra en visibilizar las historias, labor y experiencias de las mujeres que habitan en las zonas rurales de Guatemala. 

## Trayectoria
Cleida Cholotío es la directora del documental Iyonel, que en 2021 fue galardonado en varios festivales de cine independiente. Ganó el 1º lugar en categoría profesional en el 5to. Festival y Concurso de Cortometrajes "Exprésate con otro rollo sin odio" organizado por la Unidad de Protección a Defensoras y Defensores de Derechos Humanos, Guatemala (UDEFEGUA).  También mereció una mención honorífica en el Primer Festival Internacional de Cine Independiente llevado a cabo por Casa Bukowski. En diciembre de 2021 ganó el Gran Premio Anaconda de la 9na edición del Premio Internacional Anaconda.
El documental Iyonel forma parte de la selección oficial del 7º Festival Internacional de Cine Indígena en Wallmapu (Ficwallmapu) que se realizó entre el 15 y el 19 de marzo de 2022.